# Martin Tegtmeyer
Martin Robert Ernst Hermann Tegtmeyer (* 21. September 1906 in Gütersloh; † 8. August 1983 ebenda) war ein deutscher Professor für Kleintierzucht.

## Leben und Beruf
Martin Tegtmeyer wurde als Sohn des Oberschul- und Gesangslehrers Wilhelm Tegtmeyer geboren. Er besuchte das humanistische Evangelisch Stiftische Gymnasium Gütersloh, das er 1926 mit der Reifeprüfung verließ. In den folgenden vier Jahren war er zunächst als Landwirtschaftslehrling und nach bestandener Prüfung als Verwalter auf Gütern in Westfalen, im Rheinland und in Thüringen tätig. Im Sommersemester 1930 bezog er die Universität Göttingen, um Landwirtschaft zu studieren. Hier wurde er Mitglied der Burschenschaft Hannovera, einer Studentenverbindung, damals in der Deutschen Burschenschaft (DB). 1932 wechselte er an die Universität Halle-Wittenberg und legte 1934 die Prüfung für Diplomlandwirte ab. Von 1935 an war er Wissenschaftlicher Assistent am Institut für Tierzucht und Molkereiwesen der Universität Halle. Dort widmete er sich vornehmlich sowohl einer Strategie als auch einer Methodik für die Wollleistungsprüfung von Angorakaninchen, die von Mitgliedern des entstandenen Herdbuchverbandes zur Leistungsprüfung nach Halle geschickt wurden. 1936 bestand er am Reichs- und Preußischen Ministerium für Ernährung und Landwirtschaft die Prüfung für Tierzuchtbeamte in Preußen. 1942 berief ihn der Reichsverband Deutscher Kleintierzüchter e.V. in den Beirat der Reichsfachgruppe Kaninchenzüchter e.V. Seine berufliche Tätigkeit wurde 1942 durch Einberufung zum Wehrdienst unterbrochen. Nach Rückkehr aus amerikanischer Kriegsgefangenschaft arbeitete Tegtmeyer weiter am Tierzuchtinstitut Halle. 1950 promovierte er zum Dr. agr. Mit Wirkung vom 1. Juni 1952 erfolgte die Ernennung zum Direktor des Instituts für Kleintierzucht an der Landwirtschaftlichen Fakultät der Universität Halle. 1952 habilitierte er sich und wurde im Januar 1953 zum Dozenten, sowie im Dezember 1953 zum Professor mit vollem Lehrauftrag an der Landwirtschaftlichen Fakultät der Universität Halle für das Fach Kleintierzucht ernannt. 1958 berief ihn die Deutsche Akademie der Landwirtschaftswissenschaften zu Berlin als Mitarbeiter in die Sektion Tierzüchtung und Tierernährung.
Martin Tegtmeyer war verheiratet mit der technischen Lehrerin Margarete geb. Sewerin und hatte mit ihr die Söhne Henning (1940–2019) und Eike (1943–1987). Ende Mai 1958 floh die Familie in die Bundesrepublik Deutschland. 1959 erfolgte seine Aufnahme in die Landwirtschaftliche Fakultät der Universität Kiel. 1962 wurde er zum Wissenschaftlichen Rat und Professor ernannt (später lautete die Amtsbezeichnung „Professor an einer wissenschaftlichen Hochschule“). Zudem erhielt er als Direktor die wissenschaftliche Leitung der Lehr- und Versuchsanstalt für Kleintierzucht der Landwirtschaftskammer Schleswig-Holstein in Kiel-Steenbek.
Aus den über 70 Veröffentlichungen in landwirtschaftlichen Fachzeitschriften während seiner beruflichen Tätigkeit in Halle und Kiel ergibt sich, dass Martin Tegtmeyer nicht nur über die Verbesserung von tierischen Produkten bei Woll- und Fleischkaninchen, Geflügel sowie Ziegen durch neue Zuchtbedingungen forschte, sondern sich auch für eine artgerechte Haltung der Tiere aussprach.
Den Ruhestand verlebte er in seinem Geburtsort, wo er im Heimatverein wirkte. Dieser ernannte ihn 1981 zum Ehrenmitglied.

## Veröffentlichungen (Auswahl)
- Frölich, G. und M. Tegtmeyer: Die Angora-Leistungsprüfungen: Aufgabe, Entwicklung und Ziele nach den Ergebnissen zweijähriger Versuchsarbeit auf diesem Gebiet im Tierzuchtinstitut Halle, Berlin, Parey, 1938
- Frölich, G. und M. Tegtmeyer: Der Wachstumsrhythmus der Karakuls im Vergleich zu Merinofleischschafen, IV. Internationaler Tierzuchtkongress 1939, Zusammenfassung der Sektionsmitteilungen II, S. 32–33
- Schebitz, H. und M. Tegtmeyer: Der Einfluss der Schur bei ungünstiger Witterung auf die Körpertemperatur und den Gesundheitszustand bei Angorakaninchen und Schafen, Tierärztliche Umschau 1948, Nr. 21/22
- Zuchthilfen, in: Schriftenreihe des Angorakaninchenherdbuches im Zentralverband der Kleintierzüchter e, V. Berlin, Fachabteilung Kleintierzüchter, 1949
- Stammbaum unserer Kaninchenrassen nach Farbe und Art ihres Haarkleiden, Halle: E. Klinz, 1951
- Entwicklung, Aufbau und Stand der Angorakaninchen-Leistungszucht mit besonderer Berücksichtigung der Wolleistungsprüfung Halle und der Zucht von Böhme-Blankenburg, (Dissertation), Halle: Niemeyer, 1950
- Beiträge zur Fortpflanzung des Kaninchens und zur prophylaktischen Bekämpfung des seuchenhaften Auftretens der Darmcoccidiose bei seiner Aufzucht (Habilitationsschrift), Archiv für Geflügel- und Kaninchenkunde, 3. Jg., 1954, Nr. 1/2
- Die Leistungszucht im Angorakaninchen-Herdbuch (AH), Schriftenreihe der Deutschen Akademie der Landwirtschaftswissenschaften zu Berlin, Sonderdruck als Beilage zum Archiv für Geflügelzucht und Kleintierkunde 3, 1954, 109 / I-XXIV
- Tegtmeyer, M. und H. Neumeister, E. Rüprich und G. Ebeling: Die Geschlechtsbestimmung beim Küken mit dem Sortiergerät, Radebeul: Neumann, 1955; eine spanische Ausgabe erfolgte durch Rafael Usón Lacal: SEXAJE DE POLLITOS, Zaragoza: Editorial Acribia, 1959
- Der Umweltfaktor „Haltung“ bei der neuzeitlichen Eierproduktion, Schriftenreihe der Landwirtschaftlichen Fakultät der Universität Kiel, Heft 31 (1962), S. 106–121
- Die Beurteilung der Ziegenmilch als Nahrungsmittel sowie als Vorbeuge- und Heilmittel bei der Allergienbekämpfung, ADZ-Mitteilungen, Jg. 1, Nr. 1 (1965), S. 10–13
- Tierschutz und Geflügelproduktion, Schnabelstutzen – Tierquälerei, Bauernblatt für Schleswig-Holstein Nr. 45 (1966), S. 4292 ff.